# Alberto Sorrentino
Alberto Sorrentino (La Spezia, 16 febbraio 1916 – Roma, 31 gennaio 1994) è stato un attore italiano.

## Biografia
Di origini campane per parte di padre (era nativo di Castellammare di Stabia), fu per qualche tempo corrispondente di un quotidiano toscano per le pagine di cronaca locale. Durante la seconda guerra mondiale fu militare in Marina e al termine del conflitto si dedicò al teatro di prosa e soprattutto all'avanspettacolo, debuttando trentenne in una compagnia di rivista. 
Muore il 31 gennaio 1994.

### Il cinema
Già nel 1943 aveva esordito al cinema nel film L'ultima carrozzella di Mario Mattoli, al fianco di Aldo Fabrizi, e nel dopoguerra riprese a recitare in una lunga serie di film. Interpretò di solito ruoli di comprimario, soprattutto di genere comico-leggero, sfruttando la propria maschera e il fisico alto e allampanato, congeniale a ruoli di personaggio stralunato, povero, malvestito e sempre affamato, anche in film comici.
Sempre al cinema, recitò con Alessandro Blasetti in Altri tempi (1952), con Federico Fellini in Boccaccio '70 (1962) e ne I clowns (1970) e con Tinto Brass in Action (1980). A metà degli anni cinquanta lavorò nuovamente a teatro, questa volta con Erminio Macario, nella rivista E tu biondina (1956-1957), interpretandovi il ruolo di un vagabondo.

### Rinaldo in campo
Nel 1961 sostituì Ciccio Ingrassia nella commedia musicale Rinaldo in campo di Garinei e Giovannini, con Domenico Modugno, Delia Scala e Paolo Panelli, interpretando la parte del bandito Facciesantu.
Nel 1975 riscosse un grande successo a Roma ne L'abominevole donna delle nevi di Juan Rodolfo Wilcock, recitando accanto a Valeria Moriconi. In televisione lavorò solo marginalmente (fu però nel cast di Storie della camorra, sceneggiato televisivo trasmesso da Rai 1 nel 1978, diretto da Paolo Gazzara).
Terminò la carriera con uno spettacolo a lui dedicato: Vecchio copione di varietà (1988).

## Filmografia
- L'ultima carrozzella, regia di Mario Mattoli (1943)
- Io sono il Capataz, regia di Giorgio Simonelli (1950)
- Tototarzan, regia di Mario Mattoli (1950)
- I cadetti di Guascogna, regia di Mario Mattoli (1950)
- Anema e core, regia di Mario Mattoli (1951)
- Bellezze a Capri, regia di Adelchi Bianchi (1951)
- Arrivano i nostri, regia di Mario Mattoli (1951)
- Milano miliardaria, regia di Marcello Marchesi e Vittorio Metz (1951)
- Il padrone del vapore, regia di Mario Mattoli (1951)
- Sette ore di guai, regia di Vittorio Metz (1951)
- Stasera sciopero, regia di Mario Bonnard (1951)
- Tizio Caio Sempronio, regia di Marcello Marchesi, Vittorio Metz e Alberto Pozzetti (1951)
- Totò terzo uomo, regia di Mario Mattoli (1951)
- Accidenti alle tasse!!, regia di Mario Mattoli (1951)
- Vendetta... sarda, regia di Mario Mattoli (1951)
- La famiglia Passaguai, regia di Aldo Fabrizi (1951)
- Bellezze a Capri, regia di Luigi Capuano e Adelchi Bianchi (1951)
- È arrivato l'accordatore, regia di Duilio Coletti (1952)
- Il più comico spettacolo del mondo, regia di Mario Mattoli (1952)
- Maschera nera, regia di Filippo Walter Ratti (1952)
- Altri tempi, epis. Il processo di Frine, regia di Alessandro Blasetti (1952)
- 5 poveri in automobile, regia di Mario Mattoli (1952)
- Dramma sul Tevere, regia di Tanio Boccia (1952)
- Jolanda la figlia del Corsaro Nero, regia di Mario Soldati (1952)
- I tre corsari, regia di Mario Soldati (1952)
- Processo contro ignoti di Guido Brignone (1952)
- Abracadabra, regia di Max Neufeld (1952)
- Una donna prega, regia di Anton Giulio Majano (1953)
- Passione, regia di Max Calandri (1953)
- Anni facili, regia di Luigi Zampa (1953)
- Anna perdonami, regia di Tanio Boccia (1953)
- Finalmente libero, regia di Mario Amendola e Ruggero Maccari (1953)
- Ivan, il figlio del diavolo bianco, regia di Guido Brignone (1953)
- Fermi tutti... arrivo io!, regia di Sergio Grieco (1953)
- Se vincessi cento milioni, regia di Carlo Campogalliani e Carlo Moscovini (1953)
- Il paese dei campanelli, regia di Jean Boyer (1954)
- Accadde al commissariato, regia di Giorgio Simonelli (1954)
- Trieste, cantico d'amore, regia di Max Calandri (1954)
- Cuore di mamma, regia di Luigi Capuano (1954)
- Il tiranno del Garda, regia di Ignazio Ferronetti (1954)
- La prigioniera di Amalfi, regia di Giorgio Cristallini (1954)
- Viva il cinema!, regia di Enzo Trapani (1954)
- Bertoldo, Bertoldino e Cacasenno, regia di Mario Amendola e Ruggero Maccari (1954)
- Se vincessi cento milioni, regia di Carlo Moscovini (1954)
- La tua donna, regia di Giovanni Paolucci (1954)
- Napoli è sempre Napoli, regia di Armando Fizzarotti (1954)
- Da qui all'eredità, regia di Riccardo Freda (1955)
- Ricordami, regia di Ferdinando Baldi (1955)
- La bella di Roma, regia di Luigi Comencini (1955)
- Suor Maria, regia di Luigi Capuano (1955)
- Faccia da mascalzone, regia di Lance Comfort, Raffaele Andreassi (1956)
- Cantando sotto le stelle, regia di  Marino Girolami (1956)
- I giorni più belli, regia di Mario Mattoli (1956)
- Il corsaro della mezzaluna, regia di Giuseppe Maria Scotese (1957)
- I dritti, regia di Mario Amendola (1957)
- L'amore nasce a Roma, regia di Mario Amendola (1958)
- Le dritte, regia di Mario Amendola (1958)
- Valeria ragazza poco seria, regia di Guido Malatesta (1958)
- Sorrisi e canzoni, regia di Luigi Capuano (1958)
- Prepotenti più di prima, regia di Mario Mattoli (1959)
- Non perdiamo la testa, regia di Giulio Scarnicci e Renzo Tarabusi (1959)
- Arriva la banda, regia di Tanio Boccia (1959)
- Simpatico mascalzone, regia di Mario Amendola (1959)
- La sceriffa, regia di Roberto Bianchi Montero (1959)
- Agosto, donne mie non vi conosco, regia di Guido Malatesta (1959)
- La cento chilometri, regia di Giulio Petroni (1959)
- Il terrore dell'Oklahoma, regia di Mario Amendola (1959)
- Quanto sei bella Roma, regia di Marino Girolami (1959)
- Appuntamento a Ischia, regia di Mario Mattoli (1960)
- Caravan petrol, regia di Mario Amendola (1960)
- I giganti della Tessaglia, regia di Riccardo Freda (1960)
- Cronache del '22, regia di Stefano Ubezio (1960)
- A qualcuna piace calvo, regia di Mario Amendola (1960)
- Boccaccio '70, regia di Federico Fellini (1962)
- Le sette spade del vendicatore, regia di Riccardo Freda (1962)
- Vino, whisky e acqua salata, regia di Mario Amendola (1962)
- Gli onorevoli, regia di Sergio Corbucci (1963)
- Il tormento e l'estasi, regia di Carol Reed (1965)
- Cuore matto... matto da legare, regia di Mario Amendola (1967)
- Donne, botte e bersaglieri, regia di Ruggero Deodato (1968)
- I clowns, regia di Federico Fellini (1970)
- Lady Barbara, regia di Mario Amendola (1970)
- Armiamoci e partite!, regia di Nando Cicero (1971)
- Il santo patrono, regia di Bitto Albertini (1972)
- Le calde notti di Poppea, regia di Guido Malatesta (1972)
- I corpi presentano tracce di violenza carnale, regia di Sergio Martino (1973)
- Il lumacone, regia di Paolo Cavara (1974)
- Occhio alla vedova, regia di Sergio Pastore (1975)
- Le cinque stagioni, regia di Gianni Amico (1976)
- Action, regia di Tinto Brass (1980)
- Una botta di vita, regia di Enrico Oldoini (1989)